# Prins Carl Philips Jubileumspokal
Prins Carl Philips Jubileumspokal, även kallat Hertigen av Värmland, Prins Carl Philips Jubileumspokal, är ett travlopp för femåriga varmblodstravare som körs på Färjestadstravet i Karlstad i Värmlands län varje år i april. Loppet körs över sprinterdistans 1640 meter med autostart. Förstapris är 250 000 kronor.
San Moteur segrade i loppet 2022 på nytt absolut banrekord med tiden 1.09,4 över 1640 meter. Han slog Magic Tonights banrekord 1.09,5 från 2014.

## Vinnare
| År   | Häst              | Kusk                  | Tränare               | Odds | Tid    | Tvåa              | Trea            |
| ---- | ----------------- | --------------------- | --------------------- | ---- | ------ | ----------------- | --------------- |
| 2024 | A Fair Day        | Oscar Ginman          | Elisabeth Almheden    | 2,32 | 1.09,4 | Thereisnolimit    | Diamond Truppo  |
| 2023 | Jimmy Ferro B.R.  | Alessandro Gocciadoro | Alessandro Gocciadoro | 3,20 | 1.09,5 | Seven Nation Army | Castor the Star |
| 2022 | San Moteur        | Björn Goop            | Björn Goop            | 2,23 | 1.09,4 | Best Ofdream Trio | Önas Prince     |
| 2021 | Click Bait        | Per Lennartsson       | Stefan Melander       | 3,85 | 1.09,9 | Don Fanucci Zet   | Union Forces    |
| 2020 | Missle Hill       | Örjan Kihlström       | Daniel Redén          | 1,60 | 1.10,4 | Zarenne Fas       | Forfantone Am   |
| 2019 | Perfect Spirit    | Örjan Kihlström       | Daniel Redén          | 1,37 | 1.10,1 | Heart of Steel    | Eldorado B.     |
| 2018 | Pastore Bob       | Christoffer Eriksson  | Johan Untersteiner    | 6,68 | 1.10,6 | Disco Volante     | Justice Ås      |
| 2017 | Poet Broline      | Peter Untersteiner    | Peter Untersteiner    | 4,85 | 1.11,4 | Twister Bi        | Target Kronos   |
| 2016 | Je t'Aime Express | Peter Untersteiner    | Peter Untersteiner    | 1,92 | 1.11,2 | Fire To The Rain  | Al Dente        |
| 2015 | Dream With Me     | Lutfi Kolgjini        | Lutfi Kolgjini        | 3,94 | 1.10,1 | Charrua Forlan    | Viking Va Bene  |
| 2014 | Magic Tonight     | Johan Untersteiner    | Roger Walmann         | 3,77 | 1.09,5 | Nothing But Class | Mr Chicago      |
| 2013 | Panne de Moteur   | Örjan Kihlström       | Stefan Hultman        | 1,60 | 1.12,6 | Oasis Bi          | Juliano Rags    |
| 2012 | Hard Cider        | Åke Svanstedt         | Åke Svanstedt         | 9,19 | 1.11,5 | Acolyte Hanover   | Haraldinho      |
| 2011 | Prince Tagg       | Ralf Karlstedt        | Ralf Karlstedt        | 6,11 | 1.10,7 | I Won't Dance     | Alvena Pele     |
| 2010 | Micro Mesh        | Lutfi Kolgjini        | Lutfi Kolgjini        | 5,11 | 1.12,5 | Frisk'em          | Marshland       |